# Operador numérico
Na mecânica quântica, para sistemas onde o número total de partículas não podem ser preservadas, o operador número é o observável que conta o número de partículas.
O número operador atua sobre o espaço de Fock. Deixe
{\displaystyle |\Psi \rangle _{\nu }=|\phi _{1},\phi _{2},\cdots ,\phi _{n}\rangle _{\nu }}
ser um estado de Fock, composto de uma única estado das partícula {\displaystyle |\phi _{i}\rangle }  elaborado a partir de uma base do espaço subjacente de Hilbert do espaço de Fock. Dada a correspondente criação e aniquilação de operadores{\displaystyle a^{\dagger }(\phi _{i})} e {\displaystyle a(\phi _{i})\,} definimos o número operador por
{\displaystyle {\hat {N_{i}}}\ {\stackrel {\mathrm {def} }{=}}\ a^{\dagger }(\phi _{i})a(\phi _{i})}
e temos
{\displaystyle {\hat {N_{i}}}|\Psi \rangle _{\nu }=N_{i}|\Psi \rangle _{\nu }}
onde {\displaystyle N_{i}} é o número de partículas no estado {\displaystyle |\phi _{i}\rangle }. A igualdade acima pode ser comprovado observando que
{\displaystyle {\begin{matrix}a(\phi _{i})|\phi _{1},\phi _{2},\cdots ,\phi _{i-1},\phi _{i},\phi _{i+1},\cdots ,\phi _{n}\rangle _{\nu }&=&{\sqrt {N_{i}}}|\phi _{1},\phi _{2},\cdots ,\phi _{i-1},\phi _{i+1},\cdots ,\phi _{n}\rangle _{\nu }\\a^{\dagger }(\phi _{i})|\phi _{1},\phi _{2},\cdots ,\phi _{i-1},\phi _{i+1},\cdots ,\phi _{n}\rangle _{\nu }&=&{\sqrt {N_{i}}}|\phi _{1},\phi _{2},\cdots ,\phi _{i-1},\phi _{i},\phi _{i+1},\cdots ,\phi _{n}\rangle _{\nu }\end{matrix}}}
depois
{\displaystyle {\begin{matrix}{\hat {N_{i}}}|\Psi \rangle _{\nu }=a^{\dagger }(\phi _{i})a(\phi _{i})|\phi _{1},\phi _{2},\cdots ,\phi _{i-1},\phi _{i},\phi _{i+1},\cdots ,\phi _{n}\rangle _{\nu }&=&{\sqrt {N_{i}}}a^{\dagger }(\phi _{i})|\phi _{1},\phi _{2},\cdots ,\phi _{i-1},\phi _{i+1},\cdots ,\phi _{n}\rangle _{\nu }\\&=&{\sqrt {N_{i}}}{\sqrt {N_{i}}}|\phi _{1},\phi _{2},\cdots ,\phi _{i-1},\phi _{i},\phi _{i+1},\cdots ,\phi _{n}\rangle _{\nu }\\&=&N_{i}|\Psi \rangle _{\nu }\\\end{matrix}}}